# Crédit Agricole
Crédit Agricole SA (CASA) (Euronext: ACA) é um dos maiores bancos da Europa. É o maior banco de venda a retalho da França e faz parte do índice CAC 40.  Foi fundado em 1894.